# Innokientij Smoktunowski
Innokientij Michajłowicz Smoktunowski, pierwotnie Smoktunowicz (ros. Иннокентий Михайлович Смоктуно́вский; ur. 28 marca 1925 we wsi Tatjanowka w obwodzie tomskim; zm. 3 sierpnia 1994 w Moskwie) – radziecki i rosyjski aktor filmowy i teatralny, uważany za jednego z najwybitniejszych w historii kina radzieckiego.

## Życiorys
Urodził się jako Innokientij Smoktunowicz w rodzinie chłopskiej. Według innych danych, urodził się w rodzinie młynarza. Później zmienił nazwisko na Smoktunowski.
Absolwent Studia Teatralnego przy Teatrze im. A.S. Puszkina w Krasnojarsku. Występował na deskach różnych teatrów, m.in. w Moskwie i w Leningradzie. W kinie od 1956.
Pochowany na Cmentarzu Nowodziewiczym w Moskwie.

## Wybrana filmografia
- 1956: W okopach Stalingradu
- 1956: Zbrodnia przy ulicy Dantego
- 1956: Jak okłamywał jej męża
- 1959: Niewysłany list
- 1962: Dziewięć dni jednego roku
- 1964: Hamlet
- 1966: Złodziej samochodów
- 1968: Żywy trup
- 1969: Czajkowski (nagroda w San Sebastian)
- 1969: Zbrodnia i kara
- 1970: Wujaszek Wania
- 1972: Ujarzmienie ognia
- 1972: W drodze na Kasjopeję
- 1974: Wybór celu
- 1974: Trzecia córka
- 1974: Romanca o zakochanych
- 1974: Zwierciadło
- 1974: Czapla i żuraw
- 1975: Gwiazda zwodniczego szczęścia
- 1975: Oni walczyli za ojczyznę
- 1977: Legenda o Dylu Sowizdrzale
- 1977: Księżniczka na ziarnku grochu
- 1980: Moskwa nie wierzy łzom
- 1984: Martwe dusze
- 1987: Oczy czarne
- 1990: Dina
- 1991: Geniusz
- 1991: Linia śmierci
- 1993: Złoto
- 1994: Podróż na wschód